# John H. Bankhead II
John H. Bankhead II (Lamar megye, 1872. július 8. – Walter Reed National Military Medical Center, 1946. június 12.) az Amerikai Egyesült Államok szenátora (Alabama, 1931–1946).